# C.C. (コードギアス)
C.C.（シーツー）は、アニメ作品『コードギアス 反逆のルルーシュ』シリーズに登場する架空の人物。担当声優はゆかな。

## 人物
身長168cm。他人にギアスを発現させる能力を持つ、不老不死の少女。実年齢は不明であり16歳のころに人間を辞めて、緑の髪と金色の瞳の容姿に、額には不死者の証である刻印"コード"、左乳房の下側からわき腹にかけてはギアスの紋章に似た傷跡がある。本名は不明（ルルーシュはナリタ攻防戦後にC.C.の本名を知るが、視聴者には明かされていない。初期設定では「セラ・チャールズ」であった）。一人称は「私」。
反ブリタニア勢力のレジスタンスグループ「扇グループ」が軍から強奪したカプセルで眠っていたが、その場に居合せたルルーシュをブリタニア軍人の銃から庇い、「自分の願いを1つ叶えること」を条件に契約を交わし、彼に「絶対遵守のギアス」を発現させた。後日アッシュフォード学園のクラブハウスに現れ、以後自身をルルーシュの「共犯者」と称し、ルルーシュを傍で支えるようになる。ルルーシュの本当の願いを知る少女でもある。

### 過去の経歴
映像作品で描かれた時系列上C.C.の最古の登場シーンは、中世ヨーロッパ、幼少時代の彼女が奴隷として扱われていたころである。そして、行き倒れていたところを「嚮会（後のギアス嚮団）」の不老不死のシスター（声：百々麻子）に救われ、シスターと契約することで「誰からも愛されるギアス」を与えられた。その後はギアスによる無条件の愛から幸福な時間を過ごしていたが、それにより本当の愛を見失い、唯一ギアスの効かないシスターのみを信頼していた。しかし、シスターの目的は彼女に不死の運命を押し付けることであり、ギアスが増大したC.C.は、不死の運命を強制的に継承させられてしまう。
その後は自身も、不死の運命を「自分がギアスを与えた者から誕生した資格者」に引き継がせて、自らは死ぬことを目的・願いとしていた。彼女自身が歩んできた時の流れの中には、どこかの戦場で殺された記憶や火炙りにされて殺された記憶も存在している（他にもアイアンメイデンやギロチンなども描写されている）。
その後、ギアス嚮団に迎え入れられ「お飾り」の嚮主として悠久の時を過ごしてきた。過去にはルルーシュの母・マリアンヌや、V.V.とシャルルの兄弟とも交流があり、彼らの目指す嘘のない優しい世界のために「神を殺す計画」の同志だったが、マリアンヌ殺害の経緯を知ってからは、嚮主の座をV.V.に譲り、彼らの元を去る。

### 言動・性格
ルルーシュの部屋に押しかけて居候したり、追われている自覚を持ちながらも堂々と外を出歩いたりと、その性格は気楽かつ傍若無人。辛辣な口調で棘のある言葉を投げかけることもある一方で、ルルーシュやカレンなどとは冗談めいた雑談を交わす様子も多く見られ、特にカレンをからかうことが多い。ルルーシュに対してはわざと悪戯をして彼が焦ったり怒ったりするのを楽しんでいるが、本気で悪気があるわけではない。頭の回転が速い面もあり、ルルーシュに対して諭したりすることも。
自身の経験則として、「大事なものは遠ざけておく」という考えがある。マオに目をつけられた際にはルルーシュを守るためにあえて突き放したが、本心を見抜いた彼に救われることになった。
ギアス発現以前の奴隷時代は戦々恐々とした臆病な性格であり、常に主人の機嫌を窺う様子を見せていた。ギアス発現後は愛されるようになった喜びで裕福な日々を送り、明るく陽気な性格となった。
表面上はそっけない態度であるが、本来は愛情深く寂しがりやである。そのため、コードを資格者に移し自身は死ぬことを願っているが、資格者となったマオからは離れるなどしており、今までにおいて不老不死となるコードを他人に移すことは出来なかった。
今までの契約者には母親や恋人の役を求められ対等な関係を築けず、最終的にギアスを渡したことを恨まれた末に別れてきたため、ルルーシュと出会った当初は距離を置いて接し、その後は「共犯者」として対等な関係を望んだ。ルルーシュはそれを最後まで尊重し続け、ギアスのことでC.C.に恨み事を言うことは一切無かった。信頼関係を築いていくことで、C.C.は初めて対等な「パートナー｣を得て、常に前に進もうとするルルーシュを傍で見守り続けることで、彼女の態度や心境にも変化が生じていく。

### 趣味・嗜好
基本的に食事の必要はないが、大好物はピザ（番組と提携しているピザハットの物）で、ルルーシュ曰く「ピザ女」。学園祭での巨大ピザが台無しになった時にも落胆するなど、ピザには並々ならぬ思いを抱いている。さらには、R2では学園祭での巨大ピザの具にされかけたり、記憶喪失になってからもピザを主食としていた。
また、貯めていたピザ店のポイントでもらった黄色いキャラクターの「チーズくんのぬいぐるみ」が大のお気に入りで、R2での学園祭ではわざわざそれを取りにアッシュフォード学園に入って、ルルーシュとカレンを苦労させた。アーニャの中にいたマリアンヌと共に神根島へ向かう時にも、斑鳩から持ち出していた。
目玉焼きにマンゴーソースをかけるなど、味覚がずれている。なお、『復活のルルーシュ』での描写から、料理自体は普通にできる模様。

### 特殊能力
Cの世界を通じて、アーニャの中に潜むマリアンヌなど同じく、Cの世界に干渉できる者と交信することが可能。他にも不思議な力を度々見せており、KMFごしに搭乗者に間接接触することで、ショックイメージを見せたり、ナナリーがV.V.に攫われた際にも、それを知覚するなどしていた。

### 黒の騎士団での待遇
桐原との対面でゼロの影武者を務めて以降は、事実上黒の騎士団のメンバー扱いとなる。特に役職には就いていないが、黒の騎士団内ではルルーシュのことを最も知る人物として行動を共にする。ルルーシュがシャルルに記憶を書き換えられて以降は、騎士団の中枢メンバーとして活動する。入団後しばらくしてKMF操縦技術を身につけ、ガウェインの操縦を担当したり、暁に搭乗したこともあり、最終決戦時にはランスロット・フロンティアに搭乗した。

### その他
玉城からはゼロの愛人として認識されていた経緯があり快く思っておらず、彼からも厄介な女だと思われており仲が悪いが、それにしては絡む場面が多く、また会話も妙に噛み合っているなど、劇中では視聴者の笑いを誘う演出がなされている。
枢木スザクと接触した際、ギアス能力が原因不明の共振を起こし行動不能になりかけている。その後も彼とは決して道が重なることはないものの、同じく生への諦観を持つ者として奇妙な共感と同情心を持っているようだ。

## アニメでの活躍

### コードギアス 反逆のルルーシュ
不老不死の秘密をシャルルに献上しようとしたクロヴィスらに捕獲され、「CODE-R」として秘密裏に研究材料とされる。高圧力ケース内の毒ガスに偽装された状態でカレンたちに奪取された際に、偶然居合わせたルルーシュを契約者と定めた。その後、ルルーシュとナナリーの住むアッシュフォードのクラブハウスに訪れ、同居することとなる。
ルルーシュがコーネリアの罠に嵌められた際や、ナリタ攻防戦においてスザクに追い詰められた事態にはそれを救い、マオとの一連の事件を経て、ルルーシュの「共犯者」を自負するようになる。ルルーシュがゼロを名乗って以降は、ゼロの影武者や外国との代理交渉役なども度々行っている。ガウェイン奪取後は、ルルーシュと共にガウェインに搭乗することとなり、実戦に赴く機会が増えた。
ブラックリベリオンの最中に、ナナリーが攫われたことを感知しルルーシュと共に神根島へ向かう。その際、ゼロを追ってきたジェレミアのジークフリートを食い止めるために、ルルーシュを遺跡へ送り出し、自身はジークフリートを道連れにガウェインと共に海中へ沈んでいった。

### コードギアス 反逆のルルーシュR2
ジークフリートとの心中後は自力で脱出し、ブラックリベリオン後はカレンや卜部ら黒の騎士団の残党と共に、ルルーシュ奪還の機会を窺いながら活動を行っていた。1年後、カレンら黒の騎士団の残党と共にルルーシュ奪還のためバベルタワー襲撃事件を起こし、ルルーシュと再会し彼の記憶を蘇らせる。
ルルーシュがギアス嚮団殲滅を決意した際に、自身も作戦に加わる。思考エレベーター（アーカーシャの剣）でシャルルからの精神攻撃を受けるルルーシュを救うため、そして自らの願いを果たすため、不老不死となったシャルルに不死の運命を引き継がせようとしたが、ルルーシュの説得でその意思を翻す。思考エレベーター脱出後、不老不死のコードを無意識に封じ込め、ギアス発現以前の記憶状態となるも、アーニャの体を支配したマリアンヌの説得により、再び意識の表層に現れた。その後、マリアンヌと共に神根島へ向かい、再び遺跡からスザクと共に思考エレベーターに入り、ルルーシュとシャルルの最後の戦いを見届ける（ラグナレクの接続の阻止）。その際に、かつての計画賛同者であった彼女は、シャルルとマリアンヌの誘いを拒絶した。
1ヶ月後、皇帝となったルルーシュの傍に在り、最終局面からその後に至るまで彼を護り支える「盾」として、その心を支え行く末を見守る。スザクと共にルルーシュの提案した「ゼロレクイエム」の真相を知る数少ない人物でもある。ゼロレクイエム実行時に、ルルーシュのことを想いながら教会で一人涙を流し、その後、放浪の旅へと出る。

### コードギアス 亡国のアキト
第1章放映後の予告やグッズ売り場にローブのような服を着たC.C.のシールがあったり、第2章の予告には登場したりしていたが、第2章には登場しなかった。しかし、これはストーリーが収まりきらなくなったために3章に持ち越したと河口プロデューサーは話しており、第3章からの出現を告知した。また、第1章のEDで幼いころのレイラに接触しているらしき描写がある。
予告通り第3章で、レイラの回想内で登場。E.U.では森の魔女の言い伝えでその存在が語られており、凍った池に落ちた幼いレイラを救い、ギアスの契約をしていた。しかしレイラがまだ幼かったため、ギアスの発現まで猶予を与え、使わなければいずれ力は消えると告げ、去って行った。大婆の占いで森の魔女の話を出されるまで、レイラはこれを夢だと思っていた。なお、『亡国のアキト』に登場する時空の管理者と関係があるかは不明だが、最終章で時空の管理者はレイラに「あれ（C.C.）は人間だ」と告げている。
これはマオと出会う以前の出来事であり、マオは早期に能力の使用を望んだため発現したが、レイラは同い年ながら上述通りこの出来事が夢だと思っていたために、成長するまでの間に能力が消えていった差異がある。

### コードギアス 復活のルルーシュ
ゼロレクイエムの後、ルルーシュと以前交わしていた約束を履行するため、自分の我儘と知りながらもゼロレクイエム前にシャーリー・フェネットに協力を仰ぎジェレミア・ゴットバルトが確保した場所にルルーシュの遺体を運び込んでもらい、シャルルからコードを継承していたルルーシュの復活を待ったものの、肉体は蘇ったが心が戻らないという不完全な形で蘇生されてしまう。彼の心を取り戻すべく、『Cの世界』にアクセスするための扉を求めて、2人で世界中を旅していた。多くの扉は朽ちて使い物にならなくなっており、光和2年に最後の当てとして訪れたジルクスタンにて潜入任務中のカレンらと遭遇、以降はスザクとナナリーの捜索と、ルルーシュ復活のために行動を共にする。
嘆きの大監獄の地下深くにあるアラムの門にてルルーシュが復活した後は、彼を手伝う形でナナリー救出作戦に参加する。作戦後はシャムナが世界中に撒いた「ギアスの欠片」を集めるため、再びゼロに戻るであろうルルーシュを置いて独り寂しく旅立とうとするが、友や妹との別れを済ませた彼に呼び止められ、ルルーシュが新しく名乗る「L.L.（エルツー）」という名前を聞いたことで涙を流しながら初めて笑顔を見せて、共に旅に出る。
エピローグでは、死体が幾つも折り重なっている森の中で、ギアスを求める者に対して「王の覚悟」を問うているルルーシュの傍に、黒い花嫁のようなドレスを着て寄り添っている。

### コードギアス 奪還のロゼ
ギアスの欠片を集めながら、L.L.と共に旅を続けている。旅の途中で、L.L.になぜ皇サクヤにギアスを授けたのかを質問した後、サクヤが皇神楽耶の血縁者だからかと意地悪な質問をしている。

## 本編以外での人物像

### ピクチャードラマ
R2DVD4巻
カレンと共に旅芸人を装って洛陽の守備隊長に舞を披露し、その後ルルーシュとカレンに学生生活への憧れを口にした。

### ドラマCD
「拘束衣 の 女」
クロヴィスなどに捕獲されて以来「自由が無い自分にはこの服が似つかわしい」という理由でブリタニアの拘束衣を着続けていた彼女が、様々な服装をすることになった理由が語られる。その服装も、ルルーシュの趣味だったことが明らかになる。
「ルルーシュ と いけない アルバイト」
故意か偶然か、ルルーシュのバイトをことごとく邪魔する。財政難でピザを買う金が無く、「怪盗C.C.」を名乗って倉庫から冷凍ピザを盗み出していたことが発覚。ピザの山を前にして、子どものような無邪気さではしゃぐ姿も。本編とは異なり天然ボケな面もある。

### 小説版
一部彼女の語りの形式で書かれている。ルルーシュとスザクが出会ったことは、必然であり、また最初は互いを認めることが出来なかった二人が惹かれあっていくのも必然であると断言している。

### Asuka版
ゼロの仮面が猫のアーサーに持ち出された際、ナナリーの制服を着てルルーシュを手助けする。

### 反攻のスザク
スザクに会いたがるナナリーを、学園へ連れて行ったりしている。その際スザクに顔を見られるが、ルルーシュが自分の遠縁と偽って誤魔化す。

### ナイトメア・オブ・ナナリー
ルルーシュと出会った時には、魔道器と呼ばれるネモと共に居た。ルルーシュと共にミサイルに巻き込まれて行方不明となる。その後、ルルーシュと共に黒き魔王「ゼロ」として暗躍。
その過去は作中世界のイングランドとフランスの百年戦争で活躍した、「ウィッチ・ザ・ブリタニア」と呼ばれた「魔女」。宿敵であった、フランスの魔女ジャンヌ・ダアクを倒し処刑するも、寸前にジャンヌから不老不死となる呪いを受ける。百年戦争終結後にブリタニア公ジョンの計略で魔女として処刑されたが、灰の状態から復活し自らの愛したもの全てを失ったことに加え、呪いで死ぬことも出来ない悲しみから「魔王」となった。テレビ版と異なり奴隷階級ではなく、愛されるギアスを持っていない。
衣服は全身にフィットした青いボディスーツと、襟の立ったマントになっている（これに仮面とブレストアーマーなどの装甲が装備されることで、「魔王ゼロ」となる）。拘束衣姿は、第1話で僅か数コマしか描かれていない。この他にも、百年戦争時代には甲冑姿などが描かれている（前記のボディスーツ姿になったのは、魔王となった後）。
過去にルルーシュ・ナナリー兄妹の母親マリアンヌと交流があり、ルルーシュを殺そうとしたスザクの父親ゲンブを殺害している。

## 主な搭乗機
- IFX-V301 ガウェイン
- Type-10R 無頼（ゼロ専用機）
- Type-05S/G 暁 直参仕様（C.C.専用機）
- Z-01/A ランスロット・フロンティア
- IFX-V10C1 月虹影